# جو پارتینگتون
جو پارتینگتون (انگلیسی: Joe Partington؛ زادهٔ ۱ آوریل ۱۹۹۰) بازیکن فوتبال اهل بریتانیا است.
از باشگاه‌هایی که در آن بازی کرده‌است می‌توان به باشگاه فوتبال آلدرشات تاون، باشگاه فوتبال ایستلی، باشگاه فوتبال ای‌اف‌سی بورنموث، و باشگاه فوتبال ایست‌بورن بورو اشاره کرد.
وی همچنین در تیم‌های ملی فوتبال تیم ملی فوتبال زیر 17 سال ولز, تیم ملی فوتبال زیر 19 سال ولز و زیر ۲۱ سال ولز بازی کرده‌است.